# Caminheiro-do-páramo
Petinha-andina ou caminheiro-do-páramo (Anthus bogotensis) é uma espécie de ave da família Motacillidae.
Pode ser encontrada nos seguintes países: Argentina, Bolívia, Colômbia, Equador, Peru e Venezuela.
Os seus habitats naturais são: campos rupestres subtropicais ou tropicais e pastagens.